# Bélgica en los Juegos Olímpicos de Salt Lake City 2002
Bélgica estuvo representada en los Juegos Olímpicos de Salt Lake City 2002 por un total de 6 deportistas que compitieron en 3 deportes.  
El portador de la bandera en la ceremonia de apertura fue el patinador de velocidad Simon Van Vossel. El equipo olímpico belga no obtuvo ninguna medalla en estos Juegos.